# Schitu (Giurgiu)
Schitu es una comuna ubicada en el distrito de Giurgiu, Rumania.

## Superficie
Cuenta con una superficie de 76,47 kilómetros cuadrados.

## Demografía
Hasta 2021 la población era de 1660 habitantes, con una densidad de población de 21,71 habitantes por kilómetro cuadrado.